# Manuel Agnelli
Manuel Agnelli (Milano, 13 marzo 1966) è un cantautore, polistrumentista, produttore discografico e personaggio televisivo italiano, fondatore e frontman del gruppo alternative rock Afterhours.

## Biografia
Manuel Agnelli cresce a Milano e si diploma presso l'I.T.A.S. "G. Bonfantini" di Novara.

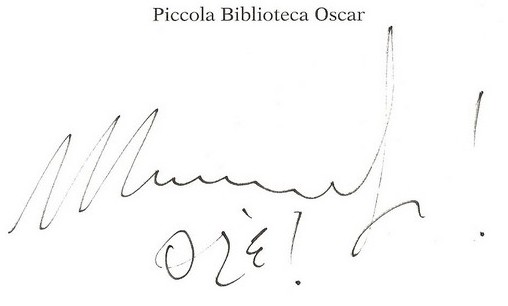
Autografo di Manuel realizzato sulla copertina del libro Il meraviglioso tubetto

### Gli inizi
La carriera musicale di Manuel Agnelli inizia nel 1985 quando dà vita agli Afterhours insieme a Lorenzo Olgiati (basso) e Roberto Girardi (batteria). Agnelli canta e suona la chitarra; in alcune occasioni suona il pianoforte. Ai tre si aggiungerà poco dopo Paolo Cantù (chitarra). Nel 1987 gli Afterhours pubblicano il singolo My Bit Boy, a cui seguirà il primo album All the Good Children Go to Hell (Toast Records)
Nel 1989 fonda assieme ad altri musicisti tra cui Mauro Ermanno Giovanardi dei La Crus l'etichetta discografica Vox Pop, che in cinque anni produce una novantina di dischi, tra cui band come Ritmo Tribale, Mau Mau, Prozac + e Casino Royale.
La sua prima apparizione televisiva sulla Rai, nel gennaio 1993, avviene con un'embrionale formazione dei La Crus, insieme a Cesare Malfatti, Mauro Ermanno Giovanardi e Mox Cristadoro al piano: durante una puntata di Tortuga (programma del Dipartimento Scuola Educazione) il gruppo esegue dal vivo una cover de Il vino di Piero Ciampi.

### Affermazione, attività discografica e progetti alternativi
Nel 1997 ha collaborato, in veste di produttore artistico, con Cristina Donà, della quale ha prodotto i primi due album, ossia Tregua (1997) e Nido (1999). Nel corso degli anni ha collaborato anche con Marco Parente, Mina, La Crus, Patty Pravo, Verdena, Pitch e Scisma. Nel 1998 ha prodotto Club privé dei Massimo Volume e ha collaborato con i La Crus nella realizzazione dell'album Dietro la curva del cuore. Nel 1999 ha collaborato nuovamente con Emidio 'Mimì' Clementi dei Massimo Volume, con cui realizza il progetto 'Gli Agnelli Clementi' che prevede uno spettacolo itinerante di letture in Italia. Sempre nel 1999 avviene il suo esordio nel mondo letterario: pubblica infatti il libro I racconti del tubetto, edito da Ultrasuoni, ristampato l'anno successivo da Mondadori con il titolo Il meraviglioso tubetto al quale è abbinato un CDS contenente tracce inedite rispetto all'album precedente degli Afterhours, ossia Non è per sempre.
Nel 2001 partecipa a Canto di spine - versi italiani del Novecento in forma canzone del gruppo genovese Altera, antologia cantata della poesia italiana, co-prodotta con Franz Di Cioccio (Fermenti Vivi/S4), cantando i versi di Sera di Pasqua di Eugenio Montale. Il 10 giugno 2001 a Rimini parte il Tora! Tora! Festival, ideato e organizzato da Manuel Agnelli e finanziato dalla Mescal. Il festival è stato ininterrottamente realizzato per 5 edizioni (fino al 2005) e ha visto salire sul proprio palco numerose band di livello, tra cui Marlene Kuntz e Subsonica, mentre sotto il palco nel corso degli anni sono giunte centinaia di migliaia di persone. I tour dal 2001 al 2004 vengono inoltre accompagnati dalla pubblicazione delle relative compilation, mentre dall'edizione del 2005 viene realizzato un libro fotografico dal titolo Tora! Tora! - 70 artisti si raccontano nel diario fotografico del Festival italiano itinerante. Il 24 novembre 2001 Agnelli viene premiato dal Meeting delle etichette indipendenti di Faenza per la realizzazione dell'"evento live dell'anno", appunto il Tora! Tora!. Nello stesso mese del 2001 viene premiato a Milano in occasione degli Italian Music Awards, come "miglior produttore italiano". Aveva infatti da poco prodotto l'album Solo un grande sasso dei Verdena.
Nel 2002 produce Trasparente, terzo album di Marco Parente. A ottobre si esibisce con Parente e con Cristina Donà a Saluzzo (CN) in occasione del Premio Grinzane Cavour, poi consegnato ai tre artisti. Nel 2003 partecipa alla raccolta di racconti Die for me - racconti e immagini di amicizie corrotte. Dal suo scritto, "morireste per me?", la regista indipendente Anna de Manincor gira un cortometraggio di 10 minuti, nel quale la voce narrante è di Emidio Clementi dei Massimo Volume, che viene allegato in videocassetta al libro, edito da Gallo & Calzati editori. Nel 2004 Agnelli ha cantato e suonato la chitarra nell'album She Loves You dei Twilight Singers di Greg Dulli che nello stesso periodo collaborava con gli Afterhours alla realizzazione di Ballate per piccole iene. La collaborazione con Dulli durerà nel tempo visto che Agnelli è coautore di due pezzi dell'album Powder Burns dei Twilight Singers pubblicato nell'aprile 2006. Oltre a proseguire nella sua esperienza con gli Afterhours, Agnelli accompagna anche in tour i Twilight Singers insieme a Mark Lanegan prima negli Stati Uniti, poi in Canada e infine in Europa.
Nel 2006, con gli Afterhours è in tour per Stati Uniti e Canada per 35 date. È il primo di otto tour in Nord America e sette europei. Nello stesso anno, le date suonate in giro per il mondo saranno centoventi. Nel 2007 collabora con i Perturbazione in due tracce contenute nell'album Pianissimo fortissimo. Nel 2009 avviene un'altra importante collaborazione per Manuel Agnelli, che duetta con Mina in Adesso è facile, brano scritto dallo stesso Agnelli e riarrangiato con gli Afterhours, contenuto nell'album Facile. Nello stesso anno è nuovamente premiato come "miglior produttore dell'anno" dal MEI (Meeting delle Etichette Indipendenti) per il progetto Il paese è reale, correlato al brano omonimo che gli Afterhours hanno presentato al Festival di Sanremo di quell'anno, che ha riunito 19 tra i migliori artisti indipendenti e che ha portato all'attenzione del grande pubblico sanremese la scena alternative italiana. Nel 2010 si aggiudica la terza edizione del premio Poesia In Battaglia, che gli viene conferito il 17 giugno a Genova.
Nel 2011 esce Caratteri/Sette giorni, un libro/intervista di Manuel Agnelli con illustrazioni di Marco Klefisch. Nello stesso anno torna a suonare con i Twilight Singers di Greg Dulli per tre date italiane. Nello stesso anno, suona le tastiere nel tour italiano di Damo Suzuki, ex cantante dei Can: il concerto di Roma, in particolare, viene registrato e pubblicato su cd con il titolo Sette modi per salvare Roma. Nel 2012 collabora con Pacifico, duettando con lui nella canzone In cosa credi (le nostre piccole armi) contenuta nell'album Una voce non basta, e con i Brahaman nella canzone Superbia contenuta nell'album Anche il più ottimista. Partecipa alla cover del brano de I Corvi Un ragazzo di strada realizzata con i Calibro 35 e inserita nell'album Said - Colonna sonora originale, pubblicato nell'aprile 2013.
Nel luglio 2013 comunica con gli Afterhours l'avvio di un nuovo progetto chiamato Hai paura del buio?, come il loro album del 1997. Si tratta di un festival culturale itinerante al quale prendono parte non solo altri musicisti (tra cui Marta sui Tubi, Il Teatro degli Orrori, Daniele Silvestri, Negramaro), ma anche attori di cinema e teatro (Antonio Rezza con Flavia Mastrella), videoartisti, pittori, disegnatori e ballerini. Il progetto debutta ai Cantieri OGR di Torino il 30 agosto 2013, ospitato all'interno della decima edizione del Traffic Festival per proseguire con altre due date significative: a Roma, in un luogo centrale per la cultura come l'Auditorium Parco della Musica e a Milano, nello storico Alcatraz. Nel settembre 2013 è ospite dell'album Niente di personale di Big Fish per una versione rivisitata del brano degli Afterhours Lasciami leccare l'adrenalina. Nell'ottobre 2014, porta il festival Hai paura del buio? a L'Aquila, città individuata come simbolo di una ricostruzione possibile grazie alla cultura. 
Nel 2014 collabora con Eugenio Finardi per l'album Fibrillante. Dall'aprile dello stesso anno è ospite del tour solista di Piero Pelù Rock Identikit. A maggio si esibisce con Rodrigo D'Erasmo nel corso di Musica da Bere, dove riceve la Targa premio della manifestazione.
Nel febbraio 2015 ottiene dalla SIAE l'impegno a ridisegnare in modo più equo la partizione degli introiti del diritto d'autore, a non far pagare la quota di iscrizione agli under 30 e a scontare la cifra prevista sulle esibizioni.
All'inizio del 2016 si imbarca in un tour europeo attraversando 11 paesi in duo con Rodrigo D'Erasmo nell'ambito delle date europee di Greg Dulli. Con Stefano Boeri è tra i promotori di #Piùmusicalive, iniziativa che vede artisti e intellettuali impegnati per ottenere regole più semplici per aiutare i giovani artisti e gli organizzatori di eventi live.

### Attività televisiva e teatrale
Nel 2016 prende parte come giudice alla decima edizione del talent show musicale X-Factor, dove la sua concorrente Eva, raggiunge la 3ª posizione. Il 19 maggio 2017 viene annunciata la sua riconferma come giudice per la undicesima stagione di X-Factor.
Nel 2018 presta la voce a Caravaggio nel film Caravaggio - L'anima e il sangue, prodotto da Sky. Il film sarà anche Globo d’Oro.
Sempre a febbraio 2018, è protagonista e tra gli autori di Ossigeno, programma in onda su Rai 3 che propone un viaggio attraverso la parola scritta e quella cantata con ospiti in studio chiamati a raccontarsi attraverso ricordi e musica.
Il 10 aprile 2018 festeggia in un'unica data, finita sold out, i 30 anni di carriera dei suoi Afterhours con un concerto al Forum di Assago. Il concerto diventa un docu-film, affidato alla regia di Giorgio Testi, che sarà presentato alla Festa del Cinema di Roma lo stesso anno.
Nel settembre 2018 torna in tv come giudice di X-Factor alla guida delle under donne, ma con un producer diverso: non più il violinista degli Aftherhours Rodrigo D'Erasmo, ma il dj Big Fish. Al termine della semifinale annuncia che questa sarebbe stata la sua ultima partecipazione al programma.

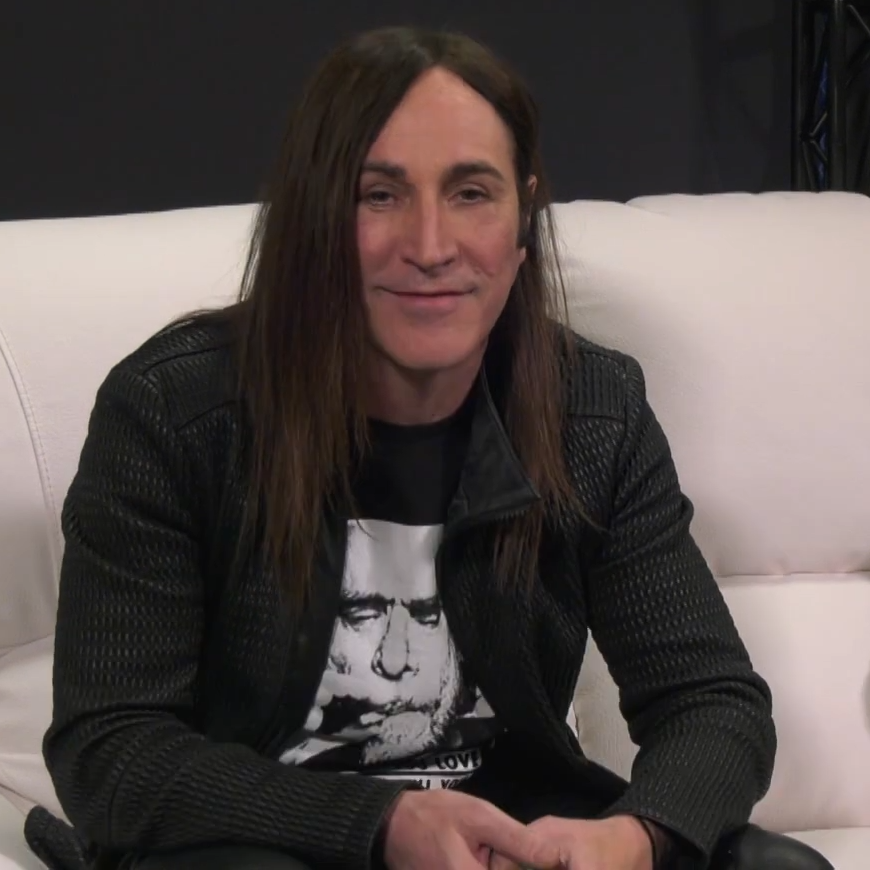
Manuel Agnelli nel 2019

Il 7 febbraio 2019 ha collaborato con Daniele Silvestri e Rancore al singolo Argentovivo, pubblicato in occasione del 69º Festival di Sanremo. Il brano riceve il Premio della critica Mia Martini, quello della sala stampa Lucio Dalla e quello come miglior testo e, successivamente, la Targa Tenco come miglior canzone singola.
A marzo 2019 torna a condurre Ossigeno, la cui edizione ha come tema la spaccatura generazionale e la transizione che obbliga l’uomo e l’artista in particolare a confrontarsi con le nuove generazioni e le nuove idee.
Nel 2019 intraprende il tour An Evening with Manuel Agnelli, durante il quale porta nei teatri italiani uno spettacolo acustico nel quale viene accompagnato dal violinista e poli-strumentista Rodrigo D'Erasmo (già negli Afterhours). Le registrazioni delle date di aprile 2019 confluiscono in un album, pubblicato solo in vinile nel corso della seconda stagione dello spettacolo, nell'inverno 2020, dal titolo An Evening with Manuel Agnelli.
Il 20 dicembre 2019 è direttore artistico di Open Future, Together!, cerimonia conclusiva di Matera Capitale Europea della Cultura, che lo vedrà sul palco nuovamente con gli Afterhours e insieme a Daniele Silvestri, Carmen Consoli, Rancore, Lous and the Yakuza, Fatoumata Diawara e Damon Albarn.
Dal 2019 è anche tra i fondatori del circolo culturale Germi di Milano.
Nel 2020 prende parte, come giudice, alla quattordicesima edizione di X-Factor, alla guida della categoria Gruppi, composta, ai live, dai Manitoba, i Melancholia e i Little Pieces of Marmelade. In questo ritorno, si avvale del violinista degli Afterhours Rodrigo D'Erasmo come producer.
Il 4 marzo 2021 partecipa alla serata cover del Festival di Sanremo 2021 a fianco dei Måneskin, portando sul palco il brano Amandoti dei CCCP - Fedeli alla linea.
Nel 2021 viene confermato giudice nella quindicesima edizione di X-Factor. Il 2 dicembre escono i brani La profondità degli abissi / Pam pum pam, scritti per la colonna sonora del film Diabolik dei Manetti Bros. Successivamente La profondità degli abissi vince sia il David Di Donatello sia il Nastro D'Argento come "Miglior Canzone Originale".
Da settembre 2022 conduce il programma radiofonico "Leoni per Agnelli" su Radio24.
A giugno 2022 pubblica i singoli Proci e Signorina mani avanti, che anticipano il primo album solista di Agnelli, Ama il prossimo tuo come te stesso, in uscita il 30 settembre per l'etichetta discografica Universal.
Nel 2024 è nuovamente giudice di X-Factor.

## Vita privata
Manuel è sposato con la stilista Francesca Risi da cui nel 2005 ha avuto la figlia Emma Agnelli, che duetta con lui nel singolo Lo sposo sulla torta compreso nell'album Ama il prossimo tuo come te stesso.

## Discografia

### Da solista

#### Album in studio
- 2022 - Ama il prossimo tuo come te stesso

#### Album dal vivo
- 2019 - An Evening with Manuel Agnelli (con Rodrigo D'Erasmo)

#### Singoli
- 2021 - La profondità degli abissi
- 2023 - Severodonetsk

### Con gli Afterhours

#### Album in studio
- 1988 - All the Good Children Go to Hell
- 1990 - During Christine's Sleep
- 1993 - Pop Kills Your Soul
- 1995 - Germi
- 1997 - Hai paura del buio?
- 1999 - Non è per sempre
- 2002 - Quello che non c'è
- 2005 - Ballate per piccole iene
- 2008 - I milanesi ammazzano il sabato
- 2012 - Padania
- 2016 - Folfiri o Folfox

#### Album dal vivo
- 2001 - Siam tre piccoli porcellin
- 2019 - Noi siamo Afterhours

#### Raccolte
- 2008 - Cuori e demoni
- 2012 - The Best Of
- 2017 - Foto di pura gioia - Antologia 1987-2017

### Con Gli Agnelli Clementi

#### Album
- 2000 - Il meraviglioso tubetto

## Libri
- Manuel Agnelli, I racconti del tubetto, Ultrasuoni, 1999, ISBN 88-86114-52-4.
- Manuel Agnelli, Il meraviglioso tubetto, Mondadori, 2000, ISBN 88-04-48116-1.
- Manuel Agnelli, Sette Giorni, Ready-made, 2011, ISBN 889052071X.

## Televisione
- X Factor (2016-2018, 2020-2021, dal 2024)
- Ossigeno (2018-2019)
- Django – miniserie TV, episodio 3 (2023)

## Riconoscimenti
Premio WMF - We Make The Future 2024
Premio Amnesty International
2023 - per il brano Severodoneskt
Premio Pierangelo Bertoli 2023
Premio George Brassens poesia civile 2023
David di Donatello
2022 – Miglior canzone originale con La profondità degli abissi
Nastri D'Argento
2022 - Miglior canzone originale con La profondità degli abissi
Premio Milanese dell’Anno 2022, Mi Tomorrow
Master universitario ad honorem Università IULM 2022, editoria e produzione musicale 
Premio Magna Grecia Film Festival, musica per il cinema
2022 - con La profondità degli abissi
Fondazione Italia USA
2019 - Premio America
Rockol Awards
2019
Premio della Critica Mia Martini
2019 - Festival di Sanremo 2019 con Argento Vivo di Daniele Silvestri  
Targa Tenco
2019 - miglior canzone (coautore) con Argento Vivo di Daniele Silvestri
Premio Lunezia
2018 - per il valore musical-letterario dell'Album "Folfiri o Folfox".
Premio MEI
2014 - miglior progetto indipendente con Hai paura del buio? Festival
Musica da Bere
2014 – Targa Musica da Bere
2013 - L'album Hai paura del buio?, dopo essere stato insignito da una giuria di giornalisti come miglior disco indipendente degli ultimi 20 anni, ha vinto anche la classifica di preferenza degli album italiani indipendenti degli ultimi 15 anni in un referendum tra il pubblico
Targa Tenco
2012 - Miglior album con Afterhours per "Padania"
Premio della critica Musica e Dischi
2012 - album italiano dell’anno per Padania
Premio nazionale Agenda Rossa - Paolo Borsellino
2012 - con Afterhours
Premio internazionale poesia in bottiglia
2010
PIMI (premio italiano musica indipendente) )
2009 - miglior produzione discografica 
Premio Lunezia
2009 - per il valore musical-letterario del brano Il paese è reale. 
Premio della critica Mia Martini
2009 - 59º Festival di Sanremo con Afterhours per Il Paese è reale
Premio MEI
2005 - miglior album indipendente con Afterhours per Ballate per Piccole Iene
Rock Sound Awards
2003 - miglior concerto con Tora! Tora! Festival
Italian Music Awards
2002 - Miglior testo per Quello che non c’è
Premio Grinzane Cavour
2002 - Miglior album 
Italian Music Awards
2001 – Miglior produttore italiano
Meeting delle etichette indipendenti
2001 – per il Tora! Tora!! Festival